# Pęglity
Pęglity (Penglity) – wieś w Polsce na Warmii położona w województwie warmińsko-mazurskim, w powiecie olsztyńskim, w gminie Gietrzwałd. W latach 1975–1998 administracyjnie należała do województwa olsztyńskiego.

## Historia
Wieś lokowana 20 maja 1350 na pruskim terytorium Gudikus, gdy Prus Nenozodis otrzymał 9 łanów na prawie magdeburskim z obowiązkiem jednej służby konnej w zbroi. W 1785 r. wzmiankowana jest jako szlachecka wieś rolnicza. W 1911 r. na 38 dzieci we wsi wszystkie mówiły po polsku. W 1945 r. znalazła się w granicach Polski.

## Link zewnętrzny
- Pęglity, [w:] Słownik geograficzny Królestwa Polskiego, t. VIII: Perepiatycha – Pożajście, Warszawa 1887, s. 36.